# Гагаузы в Турции
Гагаузы в Турции (гаг. Türkiye gagauzları, тур. Türkiye'de Gagavuz) — одна из крупнейших по численности диаспор гагаузов за пределами Гагаузии. Подавляющее большинство исповедует православие.

## История
Впервые тема взаимоотношения гагаузов с Турецкой республикой была исследована Степаном Булгаром, который впервые на основе документов турецких архивов, а также полевых исследований, открыл ряд неизвестных фактов о создании небольшой гагаузской диаспоры из студентов-гагаузов, обучавшихся в учебных заведениях Турции в период 1931−1940 годах. По большей части, она связана с румыно-турецкими отношениями, которые были прерваны 20 августа 1916 года и восстановлены в 1922 году. В это же время в Турцию стали пребывать студенты гагаузского происхождения, которые продолжают это дело и в наше время благодаря программам студенческой мобильности, а также из-за распада СССР и политической нестабильности в Республике Молдова.

## Язык
Гагаузы, проживающие в Турции, разговаривает на гагаузском, румынском, турецком и русском языках. 

## Численность
Численность гагаузов, проживающих в Турции, составляет 15 тысяч человек. Они компактно проживают в сёлах недалеко от Силиври (провинция Стамбул), Кешан (провинция Эдирне) и в горах Истранджа (провинция Кыркларели).